# Ахмед Мірза
Ахмед Мірза Муса Ахмед або просто Ахмед Мірза (араб. أحمد ميرزا; нар. 24 лютого 1991, Манама, Бахрейн) — бахрейнський футболіст, півзахисник клубу «Аль-Хідд» та національної збірної Бахрейну.

## Клубна кар'єра
Футбольну кар'єру розпочав у клубі «Аль-Іттіхад» (Манама), у складі якого в 2015 році дебютував у Першій лізі Бахрейну. У 2015 році перейшов до «Аль-Ріффи», у складі якого в сезоні 2016/17 років став віце-чемпіоном Бахрейну. У сезоні 2017/18 років знову захищав кольори «Аль-Іттіхад», а в 2018 році перейшов до «Аль-Хідд».

## Кар'єра в збірній
У футболці національної збірної Бахрейну дебютував 9 листопада 2013 року в переможному (1:0) товариському матчі проти національної збірної Лівану.
Отримав виклик до збірної Кубок Азії 2019 в Об'єднаних Арабських Еміратах.

## Статистика виступів

### Клубна кар'єра
Станом на 20 грудня 2018
| Бахрейн | Бахрейн | Бахрейн |
| Рік     | Матчі   | Голи    |
| ------- | ------- | ------- |
| 2013    | 2       | 0       |
| 2014    | 1       | 0       |
| 2016    | 3       | 0       |
| 2018    | 1       | 0       |
| Total   | 7       | 0       |